# Kapten Blod (film, 1935)
Kapten Blod (engelska: Captain Blood) är en amerikansk äventyrsfilm från 1935 i regi av Michael Curtiz. Den är baserad på Rafael Sabatinis roman med samma namn från 1924. I huvudrollerna ses Errol Flynn, Olivia de Havilland, Lionel Atwill och Basil Rathbone. Filmen blev Flynns genombrottsfilm. Filmen har en tidigare förlaga i den amerikanska stumfilmen Kapten Blod från 1924, regisserad av David Smith.

## Handling
Filmen handlar om Dr. Peter Blood (Errol Flynn), en läkare i 1600-talets England under inbördeskriget mellan parlamentet och kungamakten.
Peter Blood greps under Monmouth-upproret, vilket var ett försök att störta Jakob II av England, som hade blivit kung av England efter sin brors Karl II av Englands död. Peter Blood blir felaktigt dömts för förräderi, han blir förvisad till Västindien och säljs som slav. I Port Royal, köper Arabella Bishop (Olivia de Havilland) honom för 10 pund för att trotsa sin farbror, överste biskop (Lionel Atwill) som äger en stor plantage. Livet är hårt på plantagen för de män som blir slavar här. Av en slump behandlar Dr. Peter Bloood guvernörens (Henry Stephenson) gikt och är snart en oumbärlig del av vården av denne. 
Men han drömmer om sin frihet och när tillfälle kommer tar han och hans vänner tar över ett spanskt skepp som attackerat staden. Inom kort är de de mest fruktade piraterna på haven, män utan land som kan angripa alla fartyg. Kapten Blood blir tagen till nåder av den nye kungen, (Vilhelm III, prinsen av Oranien, som var Jakobs svärson), och kan nu åter bli en fri man, han blir till och med ny guvernör på Jamaica och gifter sig med Arabella, till farbroderns förtret.

## Om filmen
Musiken till filmen skrevs av Erich Wolfgang Korngold, vars musik återkommer i flera av Flynns filmer. Regin av Michael Curtiz, är mycket skicklig. Ett filmiskt grepp som han var bland de första att använda eller förstärka var skuggspelet. Detta märks framförallt i de magnifika fäktningsscenerna mellan Flynn och Rathbone.

## Rollista
- Errol Flynn - Peter Blood
- Olivia de Havilland - Arabella Bishop
- Lionel Atwill - Colonel Bishop
- Basil Rathbone - Levasseur
- Ross Alexander - Jeremy Pitt, Bloods vän och navigator
- Guy Kibbee - Henry Hagthorpe, another crewman and Master Gunner
- Henry Stephenson - Lord Willoughby
- Robert Barrat - John Wolverstone
- Hobart Cavanaugh - Dr. Bronson
- Donald Meek - Dr. Whacker
- Jessie Ralph - Mrs. Barlow
- Forrester Harvey - Honesty Nuttall
- Frank McGlynn Sr. - Rev. Uriah Ogle
- Holmes Herbert - Capt. Gardner
- David Torrence - Andrew Baynes
- J. Carrol Naish - Cahusac
- Pedro de Cordoba - Don Diego
- George Hassell - Governor Steed
- Harry Cording - Kent
- Leonard Mudie - Baron Jeffreys
- Ivan F. Simpson - the prosecutor
- Mary Forbes - Mrs. Steed
- Edward E. Clive - Clerk of the Court
- Colin Kenny - Lord Chester Dyke
- Vernon Steele - James II